# Salix borealis
Salix borealis là một loài thực vật có hoa trong họ Liễu. Loài này được Nas. miêu tả khoa học đầu tiên.